# اچ‌ام‌اس ریپون (۱۷۱۲)
اچ‌ام‌اس ریپون (۱۷۱۲) (به انگلیسی: HMS Rippon (1712)) یک کشتی بود که طول آن ۱۴۴ فوت (۴۳٫۹ متر) بود.